# Илдико Мадъл
Илдико Мадъл (на унгарски: Mádl Ildikó) е унгарска шахматистка, гросмайстор при жените.

## Кариера
През 1982 и 1983 печели т. нар. Олимпиада на пионерите и унгарското първенство, съответно до 13 години и до 15 години. През 1982 г. спечелва също унгарското първенство за момичета до 20 години, въпреки че тогава е само на 13 години. Същата година на унгарското първенство за жени заема трето място. През следващите две години постига първите си международни успехи. През зимата на 1983/84 печели международния турнир за момичета в Щраубинг (Германия), а през 1984 световното първенство за кадетки до 16 години в Шампини сюр Марн (Франция) и европейското първенство за девойки до 20 години в Катовице (Полша). През 1985 г. покрива нормите за званието гросмайстор при жените на турнира за мъже в Солнок и на международния турнир за жени в Яйце.
През 1986 успява да повтори успеха си от европейското първенство за девойки, което е проведено в румънския град Беиле-Еркулане. Същата година става световна шампионка при девойките до 20 години във Вилнюс, с две точки пред Камила Багинскайте и Светлана Прудникова.
На шахматната олимпиада в Солун през 1988 г. заедно с трите сестри Полгар в отбора на Унтария завоюват златните медали и олимпийската титла.
През май 1998 г. е трета на турнира в Беххофен (Германия), а през януари 1999 г. трета на деветия международен открит турнир в Аугсбург и Гьотинген (Германия). През януари 2001 г. печели международния турнир „Браухаус-Ригел“ в Аугсбург. През март същата година печели без загубена партия шахматния фестивал в Тел Авив, който е първият международен турнир за жени, проведен в Израел.
През януари 2002 г. спечелва XIII международен турнир „Аугсбург“.

## Звания и рейтинг
Тя е наградена със званията международен майстор през 1984 и гросмайстор при жените през 1986. Мадъл също е международен майстор.
През юли 2008 г. нейният ЕЛО коефициент е 2387. Това ѝ отрежда четвърто място в нейната родина и 72-ро място в света. През 1993 г. за последен път попада сред топ 10 в света при жените.